# Fernando Tamagnini de Abreu e Silva

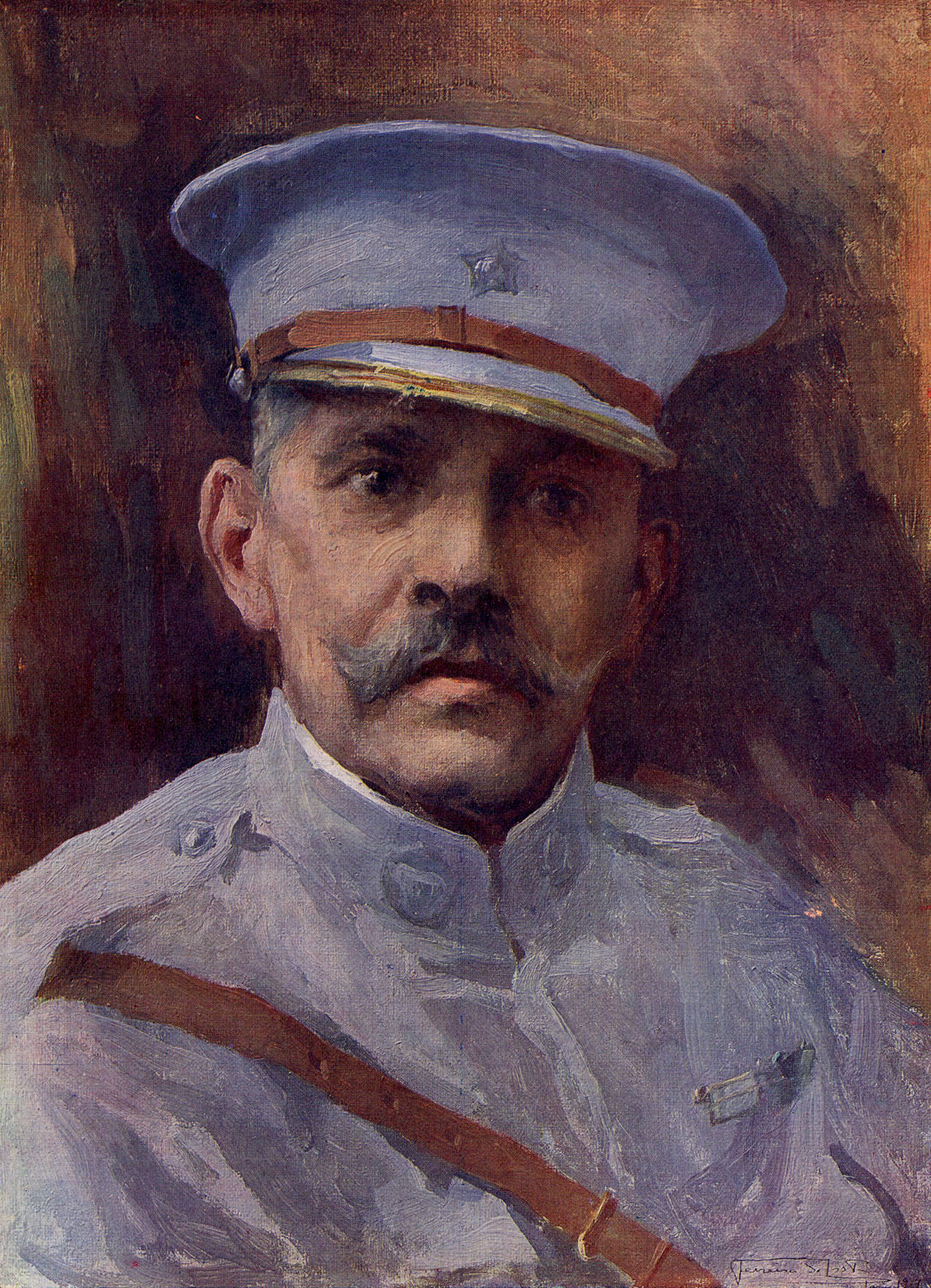
Porträt von General Fernando Tamagnini de Abreu e Silva im Jahr 1917

Fernando Tamagnini de Abreu e Silva (* 13. Mai 1856 in Tomar; † 24. November 1924 in Lissabon) war ein portugiesischer General und Kommandeur des  Portugiesischen Expeditionskorps im Ersten Weltkrieg.

## Werdegang

### Zeit vor dem Ersten Weltkrieg
Mit siebzehn Jahren trat Tamagnini als Freiwilliger ins Kavallerieregiment Nr. 2 ein und wurde zum Kavallerieoffizier ausgebildet.
Er erhielt Beförderungen
- 1883 zum Leutnant
- 1888 zum Hauptmann
- 1889 zum Major
- 1903 zum Oberstleutnant
- 1909 zum Oberst und
- 1915 zum General.

1916 wurde Tamagini zum Kommandeur der Instruktionsabteilung im Zentrum für militärische Ausbildung in Tancos ernannt. Hier war er an der Beendigung von Mannschaftsrevolten beteiligt. Tamagnini hatte den Ruf eines „Disziplinaristen“, welcher in der Lage war die als schwierig zu führenden geltenden portugiesischen Truppen zu disziplinieren.

### Im Ersten Weltkrieg

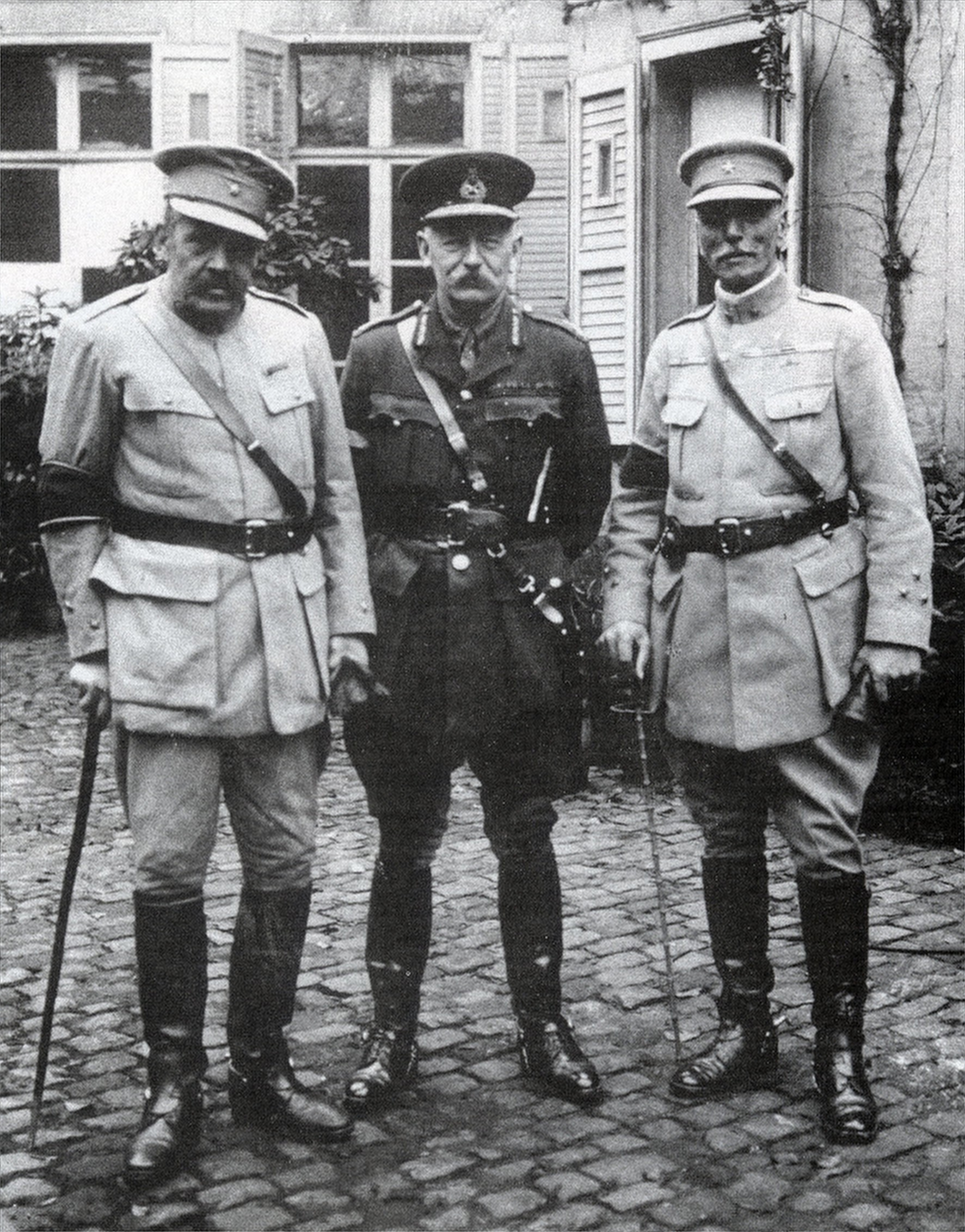
Die portugiesischen Generäle Tamagnini de Abreu und Gomes da Costa, zusammen mit dem britischen General Haking

Nachdem das Deutsche Reich am 9. März 1916 Portugal den Krieg erklärt hatte, wurde er zum Kommandeur der aus zwei Divisionen bestehenden Portugiesischen Expeditionsstreitkräfte in Frankreich ernannt. Als Kommandeur der zweiten Division diente General Manuel de Oliveira Gomes da Costa unter ihm.
Am 21. Februar 1917 reiste Tamagnini zunächst nach Paris, bevor er am 1. März 1917 erstmals an der Front eintraf. Nachdem im Juli 1917 beschlossen wurde, das portugiesische Expeditionskorps formal zum Armeekorps zu erheben, bemühte sich Tamagnini bei seinen Vorgesetzten vergeblich um materielle und personelle Verstärkung, dies auch weil seitens der Britischen Expeditionsstreitkräfte Vorbehalte gegen die ungenügend ausgestatteten portugiesischen Truppen laut wurden.
Am 5. November 1917 übernahm er formal das Kommando über seine Truppen an der Front. Er war dem II. Korps der Britischen Ersten Armee unterstellt.
Im Februar 1918 bot Tamagnini dem portugiesischen Präsidenten Sidónio Pais seinen Rücktritt an. Dieser lehnte ab und versprach entsprechende Truppenverstärkungen, welche allerdings nie eintrafen. Anfang April erbat Tamagnini bei zunehmender Kräfteermüdung und dem Auftreten von Meutereien in seinen Reihen bei seinem Kommandeur der britischen Ersten Armee den Rückzug seiner Truppen. Dem Ersuchen wurde stattgegeben. Die erste Division wurde bereits am 6. April 1918 abgezogen. Zum Zeitpunkt des beabsichtigten Abzuges der zweiten Division erfolgte bei bereits ausgedünnten Reihen am 9. April 1918 eine deutsche Offensive, welche den Beginn der Vierten Flandernschlacht darstellte. Die in Unterzahl kämpfenden portugiesische Truppen mussten sich unter hohen Verlusten zurückziehen.
Am 10. Juni 1918 wurde Tamagnini von seinem Kommando entlassen und durch General Garcia Rosado ersetzt. Am 29. August 1918 kehrte er nach Lissabon zurück und schied zunächst aus dem Dienst aus.

### Nach dem Ersten Weltkrieg
Als es im Oktober 1918 zu Unruhen in Portugal kam, übergab ihm Präsident Pais das Kommando über die 5. Division, wobei sich Tamagnini weigerte, Partei für eine der Konfliktparteien zu ergreifen. Das Verhalten Tamagninis in der Nachkriegszeit wurde später in einer Untersuchung betrachtet und mit einer Belobigung für seine Leistungen abgeschlossen.
Von 1919 bis 1921 war Tamagnini Mitglied des Beförderungsrates, von 1921 bis 1923 Mitglied des Obersten Militärgerichts.

## Auszeichnungen
Für seine Verdienste im Krieg wurde Tamagnini hoch ausgezeichnet:
- Großkreuz des portugiesischen Christusordens, verliehen am 28. Juni 1919
- Großkreuz des Turm- und Schwertordens, verliehen am 14. September 1920
- Großkreuz des Ritterordens von Avis, verliehen am 31. Dezember 1920

## Schriften
Tamagnini verfasste seine Memoiren unter dem Titel Memórias do general, 1915–1919 „Os meus três commandos“ (zu deutsch: Die Memoiren des Generals, 1915–1919. „Meine drei Kommandos“)
Ferner veröffentlichte er sein Tagebuch über die Kampagne vom 21. Februar 1917 bis 24. August 1918.